# Georg Petzl
Georg Johannes Klaus Petzl (* 23. Oktober 1941 in Köln) ist ein deutscher Altphilologe und Epigraphiker.

## Werdegang
Nach dem Studium der Klassischen Philologie an der Universität zu Köln wurde Petzl 1967 bei Reinhold Merkelbach mit einer Arbeit über die antike Homerrezeption promoviert. Anschließend studierte er von 1968 bis 1969 sowie von 1970 bis 1971 als Stipendiat der Volkswagenstiftung und der Deutschen Forschungsgemeinschaft in Paris Epigraphik und Numismatik, unter anderem bei Louis Robert.
Von 1969 bis zu seinem Eintritt in den Ruhestand war Petzl als Akademischer Rat, später Oberrat und Akademischer Direktor, an der Universität zu Köln tätig. Er habilitierte sich dort 1983 mit dem Corpus der Inschriften von Smyrna und wurde 1989 zum außerplanmäßigen Professor ernannt. Ab 1992 war er korrespondierendes Mitglied des Deutschen Archäologischen Instituts. Mehrmals war Petzl als Gastdozent und Stipendiat in Paris und den USA. So war er in den Jahrgängen 1986/87 fellow am Center for Hellenic Studies der Harvard University, 1995/96 member und 1998/99 visitor am Institute for Advanced Study in Princeton.
Schwerpunkt von Petzls Forschungstätigkeit waren die Inschriften Kleinasiens, vor allem der Stadt Smyrna und Lydiens, wo er sich mehrmals zu epigraphischen Studien aufhielt.

## Trivia
In seiner Freizeit geht Petzl dem Rudersport nach und ist aktives Mitglied der Kölner Rudergesellschaft 1891, bei der er sich auch als Pressewart und Herausgeber der vereinseigenen Mitgliederzeitschrift engagiert.

## Schriften
- Antike Diskussionen über die beiden Nekyiai. Hain, Meisenheim 1969, ohne ISBN.
- Die Inschriften von Smyrna (= Inschriften griechischer Städte aus Kleinasien. Band 23 und 24.1–2). 2 Teile in 3 Bänden. Habelt, Bonn 1982–1990, ISBN 3-7749-1808-2, ISBN 3-7749-1809-0 und ISBN 3-7749-2393-0.
- Die lykischen Zwölfgötterreliefs. Habelt, Bonn 1994, ISBN 3-7749-2675-1 (mit Brigitte Freyer-Schauenburg).
- Die Beichtinschriften Westkleinasiens. Habelt, Bonn 1994, ISBN 978-3-7749-2653-0.
- Die Beichtinschriften im römischen Kleinasien und der Fromme und Gerechte Gott. Westdeutscher Verlag, Opladen 1998, ISBN 3-531-07355-9.
- Hadrian und die dionysischen Künstler. Drei in Alexandria Troas neugefundene Briefe des Kaisers an die Künstler-Vereinigung. Habelt, Bonn 2006, ISBN 978-3-7749-3507-5 (mit Elmar Schwertheim).
- Philadelpheia et ager Philadelphenus (= Tituli Asiae Minoris. Band 5, Faszikel 3). Verlag der Österreichischen Akademie der Wissenschaften, Wien 2007, ISBN 978-3-7001-3736-8.
- Sardis. Greek and Latin Inscriptions, Part II: Finds from 1958 to 2017 (= Archaeological Exploration of Sardis, Monograph 14). Harvard University Press, Cambridge MA 2019, ISBN 978-0-674-98726-5.